# Природни споменик Група стабала на Андрићевом тргу и Калемегдану
Природни споменик Група стабала на Калемегдану налази се у Београду (Србија) на Калемегдану. Ова Група стабала је представник дендрофлоре у парку Калемегдан.
Храст лужњак (Quercus robur L.) је веома распрострањено у Европи, као и у Западној Азији. Обично расте у равницама и на плодном, повремено плављеном земљишту. Веома је отпоран и може да поднесе велике концентрације соли у земљишту. Дрво храста данас има велику примену у дрвнопрерађивачкој индустрији и грађевинарству.
Старост овог споменика природе се процењује на око 120 година.
Дендрометријске карактеристике заштићеног природног добра су:
| Одлике        | м    |
| ------------- | ---- |
| Висина стабла | 19   |
| Обим стабла   | 2,86 |

## Галерија
- Стабло храста у крупоном кадру
- Табла храста лужњака
- Поглед на храст иза споменика Ивана Горана Ковачића